# Hermann Andreas Pistorius
Hermann Andreas Pistorius (* 8. April 1730 in Bergen auf Rügen; † 10. November 1798 ebenda) war ein deutscher evangelisch-lutherischer Theologe und Geistlicher, Philosoph, Rezensent, Übersetzer und Schriftsteller. Er galt zu Lebzeiten als „gelehrtester Mann auf Rügen“.

## Leben
Der Sohn eines Bergener Diakons verlor früh seinen Vater. Sein Stiefvater Brandanus Heinrich Gebhardi (1704–1784) förderte seine wissenschaftliche Bildung. Er besuchte die Schule in Bergen, das Stralsunder Gymnasium und das Collegium Carolinum in Braunschweig. Anschließend studierte er an den Universitäten Greifswald und Göttingen. Anschließend hielt er sich zwei Jahre als Privatgelehrter in Hamburg und Altona auf. In dieser Zeit beschäftigte er sich mit der Übersetzung von Werken David Humes.
In Greifswald wurde er 1756 Magister. 1757 übernahm er eine Stelle als Pastor substitutus in Schaprode. Am 27. April 1759 wurde er Pastor und Präpositus in Poseritz, wo er bis an sein Lebensende wirkte. Mit den Pastoren Lorenz Stenzler und Joh. Eberhard Christian Krüger bildete er einen gelehrten Kreis, der gute Kontakte zu Ernst Moritz Arndt hatte. Die Universität Greifswald promovierte ihn 1790 zum Doktor der Theologie. 1798 starb er in Bergen an einer Lungenentzündung.

## Rezensent
Hermann Andreas Pistorius besaß neben einem umfangreichen theologischen Wissen hervorragende Kenntnisse alter und neuer Sprachen. Sein besonderes Interesse galt philosophischen Studien und befasste sich unter anderem mit den deutschen und englischen Philosophen seiner Zeit. Dabei nahm er selbst eine gemäßigte skeptizistische Position ein und war weder Anhänger von Gottfried Wilhelm Leibniz oder Christian Wolff, noch von Immanuel Kant. Seit einem Besuch bei seinem Schwager Johann Joachim Spalding 1764 in Berlin war er Mitarbeiter der Rezensionszeitschrift Allgemeine deutsche Bibliothek. In 33 Jahren verfasste er mehr als tausend Rezensionen, vor allem von philosophischen, aber auch theologischen Neuerscheinungen. Dazu gehörten fast alle Werke Kants.
Über die Grenzen Schwedisch-Pommerns hinaus bekannt, wurde Pistorius in verschiedenen Beschreibungen von Reisen nach Rügen erwähnt. Seine Gäste beurteilten ihn selten zurückhaltend, wie Wilhelm von Humboldt, meist eher begeistert wie der Kosegarten-Schüler Karl Nernst oder der Berliner Oberkonsistorialrat Johann Friedrich Zöllner.

## Familie
Hermann Andreas Pistorius war verheiratet mit Sophie Juliane Brunnemann, Tochter des Bergener Präpositus Christian Anton Brunnemann (1716–1774). Der Ehe entstammten:
- Christian Brandanus Hermann Pistorius (1765–1823), Schriftsteller und Übersetzer
- Johann Philipp Pistorius (1767–1823), Pastor in Garz/Rügen, verheiratet mit Charlotte Pistorius (1777–1850), Dichterin
- Karl Ludwig Pistorius (1773–1844), 1798 Advokat am Obertribunal Wismar, 1801–1809 Bürgermeister von Grimmen, 1810–1833 Kreisgerichtssekretär in Loitz
- Heinrich Julius Pistorius (1781–1861), Jurist, Bürgermeister von Wolgast

## Schriften (Auswahl)
- David Hume: Vermischte Schriften über die Handlung, die Manufacturen und über die andern Quellen des Reichthums und der Macht des Staates. Aus dem Englischen übersetzt. Grund und Holle, Hamburg und Leipzig 1754.